# Bruno Löwe
Bruno Löwe (* 18. Juli 1981 in Starnberg) ist ein deutscher Inline-Skater. Löwe begann im Alter von 13 Jahren mit dem Inlineskaten. Nachdem er zunächst Street Hockey gespielt hatte, stieg er auf Aggressive um. Mit 14 bekam Löwe mit Ultra-Wheels seinen ersten Sponsor. Ein Jahr später trat Löwe dem Nachwuchsteam von Razors bei. 1998 wurde Löwe als einziger Europäer von Arlo Eisenberg in das Senate „Kill Team“ aufgenommen. Außerdem fuhr Löwe für K2, United Colors of Benetton, Rollerblade. 2003 konnte Bruno Löwe als erster und bislang einziger Deutscher die X-Games gewinnen.

## Trivia
Löwe ist einer der 21 Inline-Skater, die man im 2003 erschienenen Videospiel Rolling steuern kann.